# Magua (ropa)

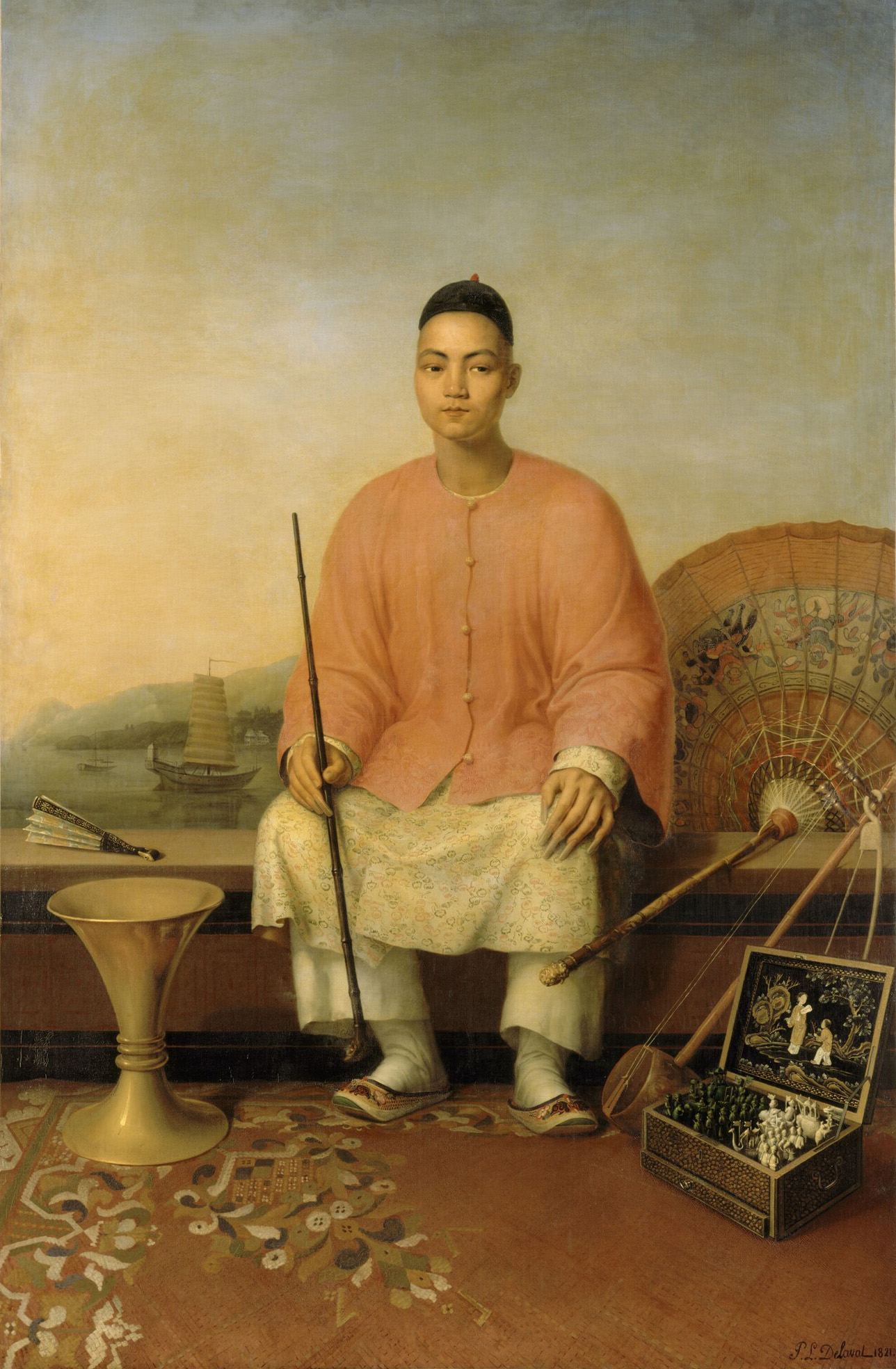
Un manchú vestido con una mangua.

La magua (en chino tradicional, 馬褂; en chino simplificado, 马褂 Manchú: ᠣᠯᠪᠣ olbo) era un estilo de chaqueta que usaban los hombres durante la dinastía Qing china (1644-1911), diseñado para usarse junto con y sobre el manshi changshan (en chino tradicional, 滿式長衫; en chino simplificado, 滿式長衫). La magua tiene un largo hasta la cintura, con cinco botones de disco en la parte delantera y mangas anchas y ligeramente cortas. La prenda estaba disponible en varios estilos: camiseta (en chino, 单; pinyin, shan), clip (en chino, 夹; pinyin, jia), cuero (en chino, 皮; pinyin, pi), hilo de algodón (en chino, 纱; pinyin, sha) acolchado (en chino, 棉; pinyin, mian) y otros. Fue usada por los manchúes en toda China desde el reinado del emperador Qing Shunzhi (r. 1643-1661) hasta la época del emperador Kangxi, (r. 1661-1722), cuando se hizo popular en toda la China Qing.
Interpretada literalmente en inglés como "chaqueta de montar", la magua tuvo sus orígenes como una simple prenda de vestir similar a un tabardo destinada a proteger al changsan durante la conducción y las actividades cotidianas normales. Sin embargo, con el tiempo la propia magua se volvió más elaborada, convirtiéndose para los funcionarios en parte de su uniforme de oficina; una variación de la magua, la chaqueta amarilla imperial, que se convierte en una indicación de la aprobación imperial de un individuo.
El magua es considerado el antecesor de la chaqueta basal (鳳仙裝, fèngxiān zhuāng) y el tangzhuang.

## Magua en la cultura china

### Minoría tujia
Tujia es uno de los 56 grupos étnicos reconocidos en China. Tanto hombres como mujeres visten principalmente faldas y chaquetas, privilegiando colores como el negro y el azul. Después de la década de 1730, hombres y mujeres comenzaron a usar ropa que les ayudara a diferenciar su género. Los hombres llevan la magua, abotonada en el centro del frente, sobre la larga túnica azul. Se puede usar formalmente en negro o informalmente en colores rojo, verde o gris, con pantalones anchos generalmente en un color diferente, a menudo blanco. Los hombres se ataban fajas alrededor de la cintura para ayudarlos a llevar herramientas o accesorios y usar turbantes blancos o negros. Las mujeres, por su parte, llevaban vestidos amplios de manga corta, largos que abotonaban en el lado izquierdo, con elementos decorativos en el borde de las mangas y el cuello, acompañados de un bafu luoqun (o falda de ocho anchos) confeccionado en rojo y Seda de cuadros negros, bordados con flores u otros diseños.
La magua también se asocia con el estatus social, ya que los hombres intentaron incorporar las etiquetas de vestimenta del período Han. La magua va acompañada de abrigos de piel, batas de seda y gorros de calavera. A principios de la década de 1950, la popularidad del estilo disminuyó.

## Variaciones regionales

### Taikponbirmano

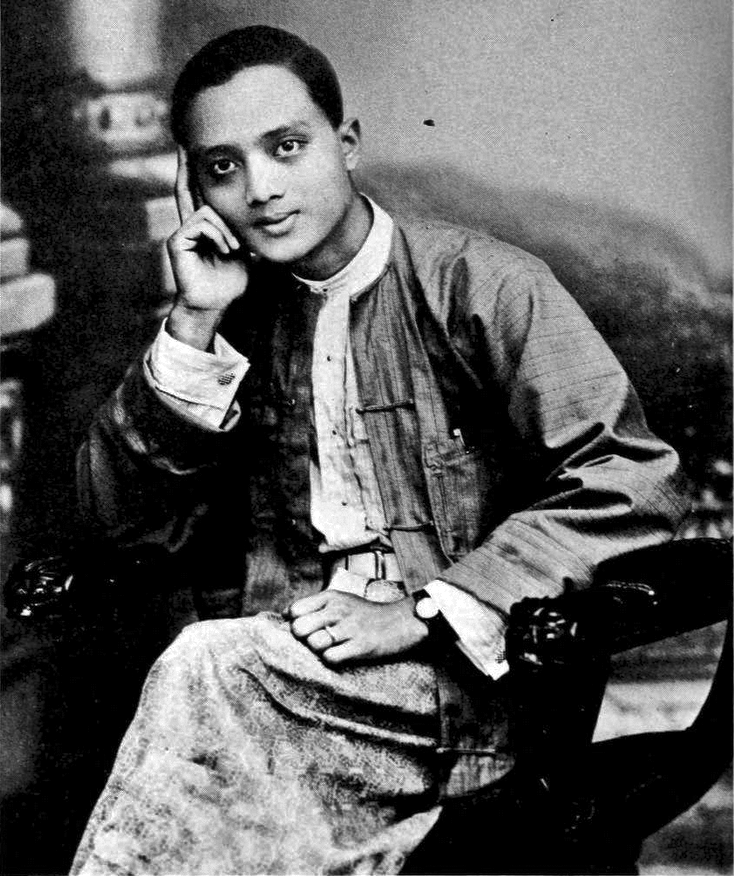
U Thant vestía un taikpon sobre una camisa sin cuello.

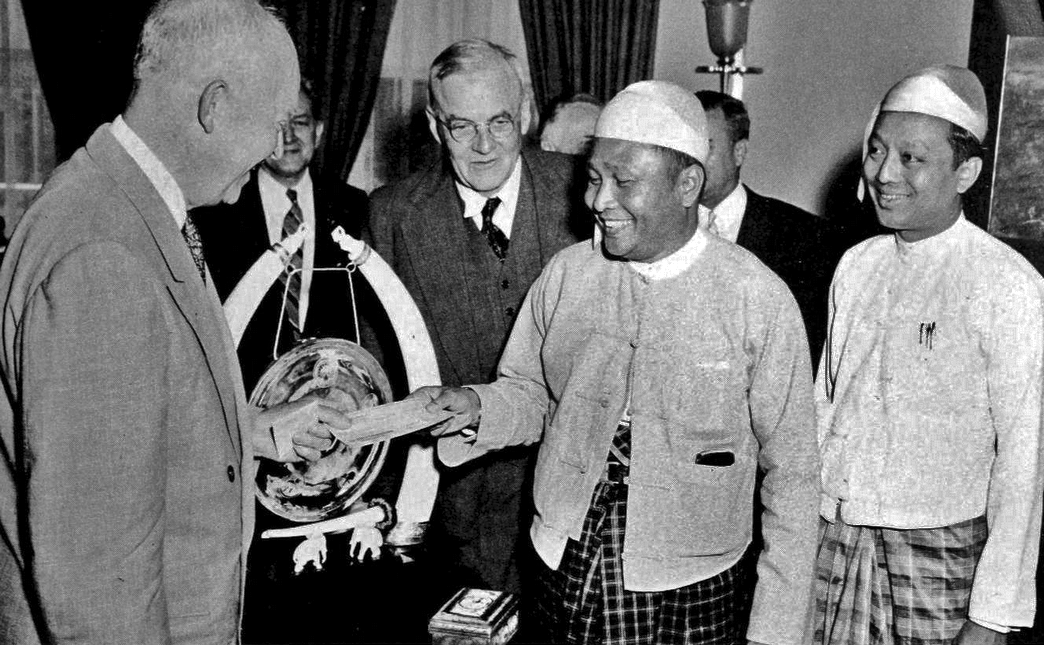
Políticos birmanos vestidos de taikpon.

El taikpon eingyi es una chaqueta tradicional para los hombres birmanos, es descendiente de la magua. Este traje comenzó a ganar popularidad a finales de la dinastía Konbaung y se convirtió en un artículo obligatorio de la vestimenta formal tradicional durante la época colonial.

### Magojacoreano
La magoja, un tipo de chaqueta larga que se usa con hanbok, la vestimenta tradicional de Corea, es descendiente de la magua, habiendo sido presentada a los coreanos después de que Heungseon Daewongun, padre del rey Gojong, regresara del exilio político en Manchuria en 1887.